# Noctuelia atrisquamalis
Noctuelia atrisquamalis là một loài bướm đêm trong họ Crambidae.